# Substanz (München)

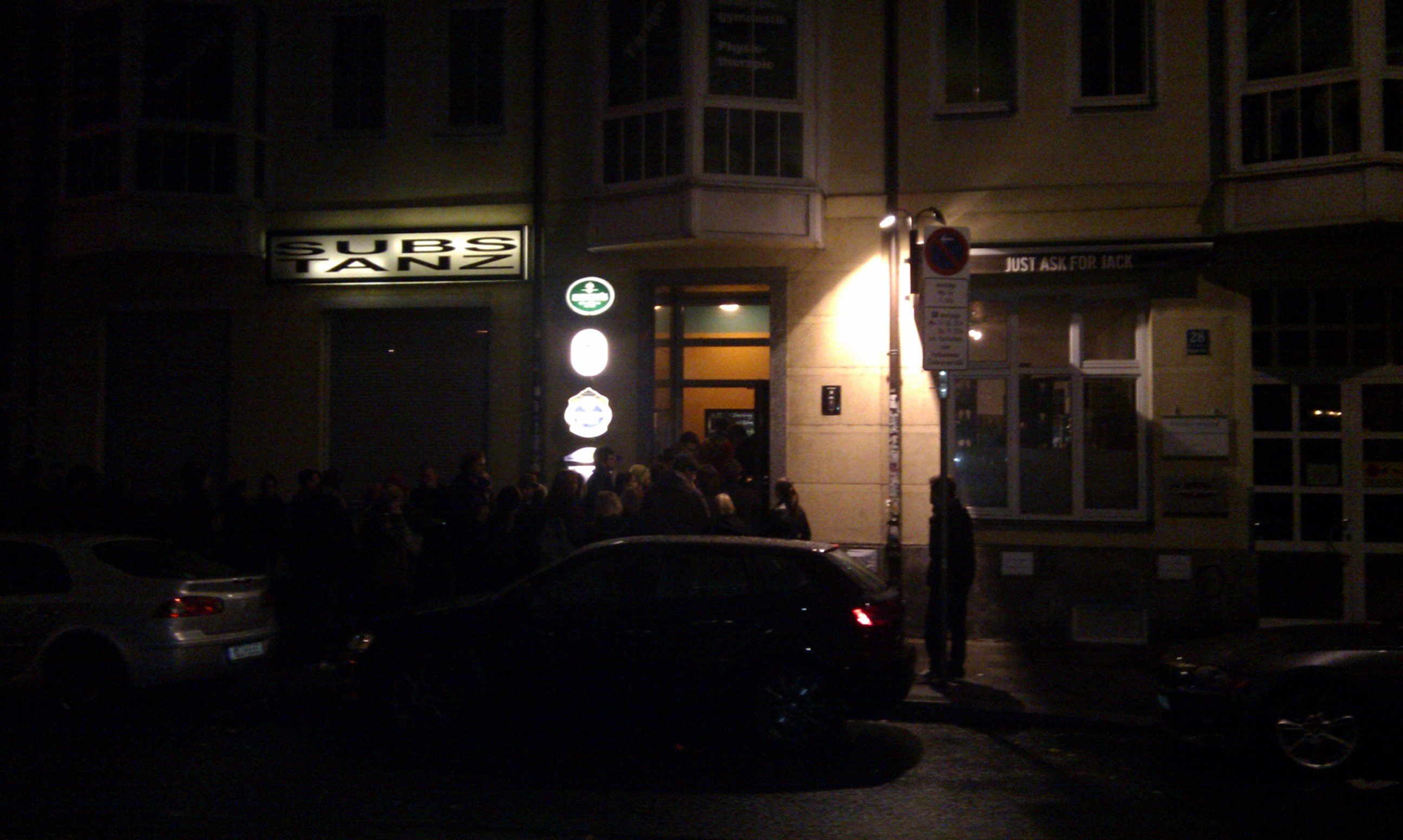
Das Substanz im November 2012

Das Substanz ist ein Lokal mit Kleinkunstbühne im Münchener Stadtteil Isarvorstadt, das seinen Ursprung in der Indie-Szene hat.

## Gründung und Namensgebung
Gegründet wurde das Lokal am 10. März 1990 in einer ehemaligen Wirtschaft mit Saalanbau vom heutigen Geschäftsinhaber Jürgen Franke, damals zusammen mit seinem Studienkollegen Frank Bergmeyer, mit dem er zuvor inoffizielle Punk-Feste in München veranstaltet hatte. Inspiriert waren sie dabei nach Angaben Frankes vom ehemaligen Circus Gammelsdorf, einem alten Kino in Gammelsdorf, das in den 1970er und 1980er Jahren als Liveclub wegen der Konzerte namhafter Interpreten in der oberbayerischen Indie-Szene bekannt war.
Der doppeldeutige Name setzt sich zusammen aus Sub- und Tanz und rührt daher, dass das im Tanzlokal verkehrende Publikum vor allem in den frühen Jahren eher den jugendlichen Subkulturen angehörig war. Anlässlich einer inoffiziellen Eröffnungsfeier erntete das Lokal von der Lokalpresse seine erste Schlagzeile: „Illegale Punkkneipe gegenüber dem KVR eröffnet“.

## Veranstaltungen

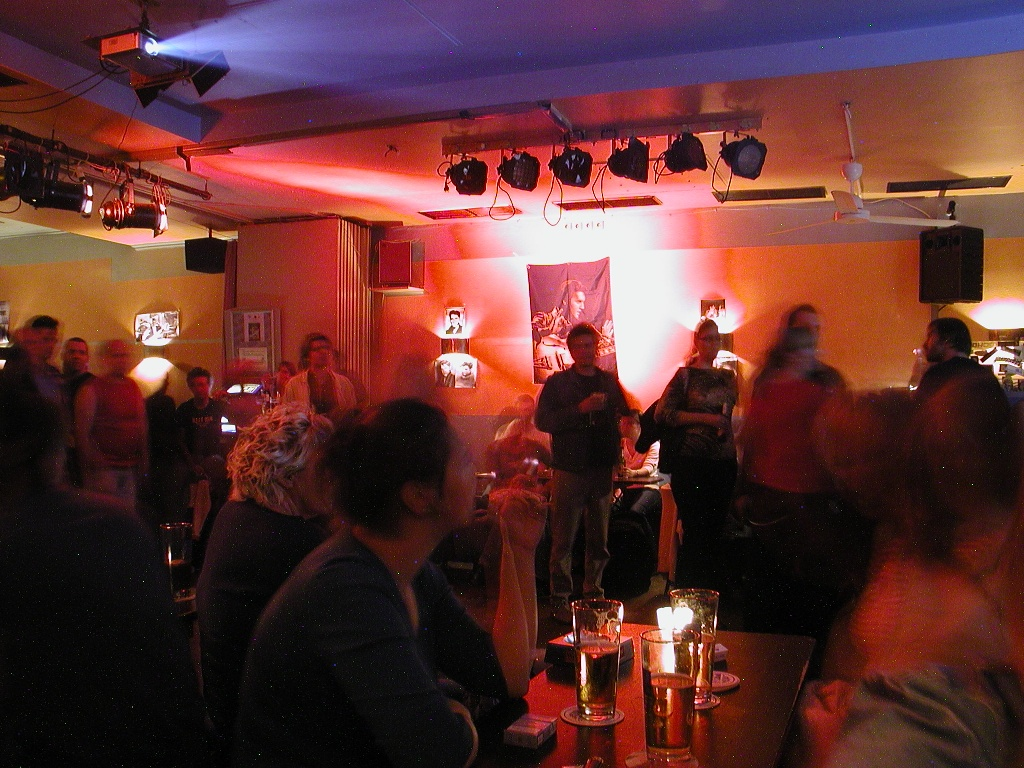
Elvis-Party 2005

Neben den regulären Tanzveranstaltungen ist die vorhandene Bühne Austragungsort von Live-Konzerten regionaler, aber auch international bekannter Independent-Szene-Bands und -Musiker. So spielten hier am 12. März 1990 kurz nach Eröffnung Screaming Trees, später zum Beispiel unter anderem Urge Overkill, Therapy?, The Jesus Lizard, Wilco, Monster Magnet, The Charlatans, Sportfreunde Stiller und Tonair. Auch Ben Becker oder die Kabarettistin Martina Schwarzmann traten im Substanz auf. Seit Eröffnung haben über 700 Bands Konzerte im Substanz gegeben. Wegen des Lärmschutzes müssen Konzerte spätestens um 22 Uhr beendet sein.
Zudem finden neben dem Bar- und Kneipenbetrieb im Substanz regelmäßig Autorenlesungen, Poetry Slams, Comedy Nights, Filmvorführungen, Fußball-Übertragungen und Motto-Partys statt.
Das Substanz ist auch Mitveranstalter und ein Austragungsort des Krimifestivals München. In den Sommermonaten begleitet das Substanz die Veranstaltung „Open-Air-Kino im Viehhof“ des Schlachthofs mit einer Freiluftbühne. Die After-Wiesn-Partys während der Oktoberfesttage gelten als die älteste Veranstaltung dieser Art in München.

### Munichslam
1994 führte der Journalist Karl Bruckmaier erstmals im Substanz einen Literaturslam als Kompromiss zwischen herkömmlicher Lesung und Slam durch, bei dem die Sieger durch eine Jury bestimmt wurden.
1996 übernahmen die Slam Master Ko Bylanzky und Rayl Patzak die Organisation und Moderation. Seitdem findet im Lokal jeden zweiten Sonntag im Monat der „Munichslam“ statt, sie war lange Zeit Europas größte, regelmäßige Poetry-Slam-Veranstaltung. Die monatlichen Gewinner werden durch das Publikum gewählt.
Zu den erfolgreichen Interpreten des Wettbewerbs, die hier Karriere als Slam-Poten starteten, zählen zum Beispiel Jaromir Konecny und Bumillo. 1999 erschien im SubVers-Verlag das Buch Kaltland Beat. Neue Deutsche Szene. Texte aus dem Substanz ISBN 3-933545-07-2, herausgegeben von Boris Kerenski und Sergiu Ştefănescu.

### The English Comedy Club
Seit dem 5. September 2004 veranstaltet Dagmar Brocksema den „English Comedy Club“ (ECC) im Lokal, eine englischsprachige Comedy-Veranstaltungsreihe mit namhaften britischen und amerikanischen Comedians. Die Einzelevents finden in der Regel am ersten Sonntag und Montag im Monat statt. Brocksema, die in Hamburg geboren wurde, war bei der Gründung des ECC vom Brixton Comedy Club inspiriert, einer ihrer Lieblingsclubs während ihres sechsjährigen Englandaufenthaltes, bevor sie nach München zurückkehrte.

## Substanz FM
Um DJs und Bands neben den Musikveranstaltungen eine größere Plattform zu bieten, betreibt das Lokal den Internetradiosender Substanz FM.

## Zitate
„Das Substanz war die erste Kneipe, in die ich wegen der Kultur ging, und nicht, um mit Bier mein Bewusstsein zu erweitern.“